# Zuidkerke (Zeeland)
Zuidkerke was een dorp in het zuiden van het eiland Schouwen, nu Schouwen-Duiveland, in de Nederlandse provincie Zeeland.

## Geschiedenis
Het dorp was de hoofdplaats van het zesdedeel Zuidland dat in de loop van de middeleeuwen door de Oosterschelde werd weg geslagen.
Zuidkerke werd voor het eerst in 1250 genoemd als Zudkerken in Scaldia. De kerk was gewijd aan Christophorus en was een dochter van de kerk van Haamstede. Het dorp ging in 1542 verloren. Een nieuw gebouwd Nieuw-Zuidkerke werd in 1650 buitengedijkt.